# Aïcha Bah Diallo
Pour les articles homonymes, voir Diallo.
Aïcha Bah Diallo, née en 1942 à Kouroussa (Guinée française) est une femme politique et militante pour les droits des femmes guinéenne. Elle est ministre de l'Éducation de Guinée entre 1989 et 1996 et est responsable de la mise en œuvre de réformes majeures pour l'amélioration de l'éducation des jeunes filles dans son pays. 

## Biographie
Aïcha Bah Diallo naît en 1942 à Kouroussa, dans la région de Kankan, en Guinée actuelle,. Elle est la dernière d'une fratrie de trois garçons et elle confie que, dès son enfance, ses parents l'ont sans cesse poussée à s'affirmer : « J'étais la seule fille née après 3 garçons, et mes parents me disaient : tu dois être bonne à l'école, pas la deuxième, mais toujours  la première, parce que nous savons que tu peux le faire »,. Elle bénéficie d'une formation supérieure scientifique en chimie à l'université d'État de Pennsylvanie, puis obtient un diplôme de troisième cycle en biochimie en Guinée, à l'université Gamal Abdel Nasser de Conakry.

## Parcours professionnel et engagement
Après l'obtention de son diplôme, elle devient proviseure du lycée de Conakry (entre 1966 et 1984) et enseignante en chimie jusqu'en 1984,.
À la mort d'Ahmed Sékou Touré le 26 mars 1984, Lansana Conté parvient au pouvoir par un coup d'État, réintroduit le multipartisme et favorise un fonctionnement plus démocratique,. Aïcha Bah Diallo intègre la direction du ministère des Affaires étrangères puis, en 1989, elle est nommée ministre de l'Éducation, et reste à ce poste jusqu'en 1996. Durant son mandat ministériel, le nombre de filles inscrites dans les écoles guinéennes double, passant de 113 000 à 233 000,. En 1992, elle contribue à la création du Forum for African Women Educationalists (FAWE),,. 
À partir de 1996, n'ayant plus de responsabilités ministérielles en Guinée, et jusqu'en 2005, elle anime les politiques de l'éducation au sein de l'UNESCO, où elle est nommée pour aider à améliorer l'éducation des femmes dans les pays les moins avancés. En 2005, elle contribue à mettre en place l'Association pour le renforcement de l'enseignement supérieur pour les femmes en Afrique (ASHEWA) et est nommée conseillère spéciale du directeur général de l'UNESCO pour l'Afrique, un poste qu'elle occupe jusqu'en 2009. Elle siège au Comité de liaison des ONG, en partenariat avec l'UNESCO. Elle est également membre du Comité pour le prix de la Bonne Gouvernance et du Leadership en Afrique de la Fondation Mo Ibrahim, et  du Comité consultatif du président (President Advisory Panel) de la Banque islamique de développement (PAP/BID).
À de multiples reprises, elle a mis l'accent, durant son parcours, sur l'accès des femmes à l'éducation en Afrique, qui doit être une priorité des gouvernements et qui doit être sécurisé contre toutes les formes de violence à l'intérieur et à l'extérieur de la salle de classe,,.

## Distinction
Elle a reçu plusieurs distinctions pour son travail dans l'éducation en Afrique, y compris : 
- l'Ordre des Palmes Académiques (une distinction française)
- Officier de l'Ordre national ivoirien
- Chevalier de l'ordre national du Mérite (Guinée)
- Médaille d'Honneur du Travail de Guinée
- nomination en tant que l'une des 100 personnalités les Plus Influentes Africains en 2013 et 2014.
- WISE Prize for Education en 2015 et en 2017. Son nom a par ailleurs été retenu pour désigner plusieurs écoles privées et publiques en Guinée et au Sénégal.
- 2022 : Grand officier de l’ordre national du Kolatier[17].

## Ouvrage

### Préface
- Kabiné Komara (préf. Aïcha Bah Diallo), Comprendre pour agir avec mesure et détermination : Propos de l'ancien premier ministre Kabine Komara, Conakry, L'Harmattan Guinée, 19 juin 2025, 342 p. (ISBN 978-2-336-51559-5)